# Unbroken (album của Demi Lovato)
Unbroken là album phòng thu thứ ba của ca sĩ-nhạc sĩ người Mỹ, Demi Lovato. Album phát hành vào ngày 20 tháng 9 năm 2011, bởi hãng ghi âm Hollywood. Album ra mắt ở vị trí thứ 4 trên bảng xếp hạng Billboard 200 của Mỹ với doanh số hơn 96.000 bản. Album cũng ra mắt trong top 5 trên các bảng xếp hạng ở Canada và New Zealand.
Đĩa đơn đầu tiên trích từ album, "Skyscraper", đã được phát hành vào ngày 12 tháng 7, và đạt tới vị trí thứ 10 trên bảng xếp hạng Billboard Hot 100 tại Hoa Kỳ. Bài hát cũng nằm trong top 20 ở Canada và New Zealand. "Skyscraper" nhận được chứng nhận vàng của Hiệp hội Công nghiệp ghi âm của Mỹ tại Hoa Kỳ. Đĩa đơn thứ hai là "Give Your Heart a Break", phát hành vào tháng 1 năm 2012

## Hoàn cảnh ra đời
Sau khi phát hành album phòng thu thứ hai, Here We Go Again vào cuối năm 2009. Demi đã tạm gác lại sự nghiệp ca hát của mình để dành nhiều hơn cho sự nghiệp điện ảnh của mình, bằng chứng là việc tham gia vai chính trong series truyền hình của kênh Disney Channcel, Sonny With A Chance, cũng như tham gia đóng tiếp Camp Rock 2: The Final Jam - phần 2 của Camp Rock. Do đó, việc ghi âm các bài hát đầu tiên trong album đã được tiến hành trong Tháng 7 năm 2010 với nhà sản xuất Dapo Torimiro.
Cũng trong tháng này, Demi cũng đã có một cuộc phỏng vấn với MTV. Trong cuộc phỏng vấn này, cô đã nói rằng trong album mới này, cô sẽ "tạo ra một thứ âm thanh mới," nó sẽ "vui vẻ nhiều hơn một chút" với giai điệu R&B / Pop."  Sau đó, trong một cuộc phỏng vấn với đài truyền hình AHN, cô nói rằng album này sẽ mang một chút hơi hướng của Rihanna và Keri Hilson. Vào thời điểm đó, cô tiết lộ cô rằng đã lên kế hoạch làm việc một cách không vội vàng trong album này, cô nói rằng "Tất cả các album tôi trước đây của tôi, tôi không có thời gian để thực sự mất thời gian làm việc của tôi, nó giống như tôi thực sự muốn làm bởi vì tôi đã tìm kiếm thời gian rảnh rỗi giữa các chương trình truyền hình, phim ảnh, và lưu diễn, và sau đó trên một lần nữa. Tôi đã làm việc (album) trong năm qua và thực sự tôi đã gặp một chút khó khăn trong một vài tháng qua, nhưng bạn chắc chắn có thể nói rằng tôi mất nhiều thời gian của tôi với lần làm việc này." "
Trong tháng 8 năm 2010, cô tham gia tour lưu diễn Camp Rock World Tour 2010 nhằm quảng bá bộ phim Camp Rock 2: The Final Jam, cùng với các diễn viên khác trong phim. Tuy nhiên, trong Tháng 11, cô đã hủy bỏ các chuyến lưu diễn quảng bá cho bộ phim do vấn đề cá nhân và được đưa vào bệnh viện điều trị trong ba tháng. Trong thời gian này, kế hoạch ghi âm cho album đã bị gián đoạn. Một thời gian sau khi rời khỏi bệnh viện, Demi trở lại làm việc. Trong Tháng 4 năm 2011, cô đã thông rằng cô đang làm việc với nhà sản xuất / nhạc sĩ Sandy Vee và August Rigo. Sau đó, Demi công bố rằng cô sẽ rời khỏi phim Sonny With A Chance, trong đó cô vào vai Sonny Munroe, nhân vật chính. Cô rời khỏi chương trình vì cô muốn tập trung vào sự nghiệp âm nhạc của mình nhiều hơn điện ảnh.
Trong tháng 7 năm 2011, cô mô tả album như là " bước trưởng thành" hơn so với các album trước đây của cô và album này sẽ có nhiều niềm vui hơn và nhẹ nhàng hơn so với đĩa đơn đầu tiên từ album này, "Skyscraper", trong khi các bài hát khác sẽ mạnh mẽ hơn. Ngày 11 tháng 8 năm 2011, Demi đã đăng trên trang Twitter và trang Facebook của mình tiêu đề của album này. (Unbroken).

## Sản xuất
Demi đã chia sẻ trên tạp chí Seventeen, vào đầu tháng 6 năm 2011, rằng:
 Tôi đã trở lại trong phòng thu! Nó như để bày tỏ cảm xúc của mình và nói chuyện về những người tôi thực sự am hiểu, thông qua âm nhạc của tôi. Tôi đã được may mắn khi làm việc với những người tài năng như vậy cho đến nay! Với album mới của tôi, tôi hy vọng sẽ cung cấp nguồn cảm hứng cho cô gái ở khắp mọi nơi, những người đang trải qua những vấn đề tương tự mà tôi đã từng phải đối mặt. Tôi nghĩ rằng điều này sẽ đi qua trong rất nhiều chất liệu. Single đầu tiên của tôi là thực sự rất đặc biệt với tôi, với tôi nó tượng trưng cho cuộc hành trình của tôi từ những người mà tôi cho là người khỏe mạnh và hạnh phúc ngày hôm nay, và thực tế mà mọi người có thể vượt lên trên bất cứ điều gì, mặc cho tỷ lệ cược. Tôi rất vui mừng để chia sẻ tất cả những điều này với các bạn! Kinh nghiệm tuyệt vời cho đến nay và tôi thực sự được hưởng toàn bộ quá trình. Có chắc chắn là rất nhiều cảm xúc để đi vào thực hiện một album. Tôi cảm thấy may mắn, lấy cảm hứng, và lo lắng với dự đoán, nhưng chủ yếu là, tôi cảm thấy vui mừng về tương lai, và về việc chia sẻ này kỷ lục mới với người hâm mộ của tôi.

Khoảng 20 bài hát được thu âm cho album lần này, một trong số đó có một bản song ca với một ca sĩ R&B, tuy nhiên danh tính vẫn chưa được tiết lộ. Cô cũng đã làm việc với Dreamlab, Rock Mafia, Ryan Tedder và Kara DioGuardi.

## Danh sách bài hát
| STT              | Nhan đề                                                   | Sáng tác | Producer(s)                                          | Thời lượng |
| ---------------- | --------------------------------------------------------- | --- | ---------------------------------------------------- | ---------- |
| 1.               | "All Night Long" (song ca với Missy Elliott và Timbaland) | Timothy Mosley, Jim Beanz, Jerome Harmon, Missy Elliot, Lyrica Anderson, Nire, Garland Mosley, Demi Lovato, Joseph Angel | Timbaland, Jerome Harmon*                            | 3:14       |
| 2.               | "Who's That Boy" (song ca với Dev)                        | Ryan Tedder, Noel Zancanella                                                                                             |                                                      | 3:12       |
| 3.               | "You're My Only Shorty" (song ca với Iyaz)                | Antonina Armato, Tim James                                                                                               | Rock Mafia, Devrim Karaoglu^, Thomas Armato Sturges^ | 3:06       |
| 4.               | "Together" (song ca với Jason Derülo)                     | T. Mosley, Beanz, Anderson, Tiyon Mack, Lovato, G. Mosley                                                                | Jim Beanz, Timbaland                                 | 4:33       |
| 5.               | "Lightweight"                                             | T. Mosley, Beanz, G. Mosley, Shanna Crooks, Frankie Storm                                                                | Jim Beanz, Timbaland                                 | 4:01       |
| 6.               | "Unbroken"                                                | Daniel James, Leah Haywood, Lovato                                                                                       | Dreamlab                                             | 3:18       |
| 7.               | "Fix a Heart"                                             | Emanuel Kiriakou, Priscilla Renea                                                                                        | Emanuel Kiriakou                                     | 3:13       |
| 8.               | "Hold Up"                                                 | James, Haywood, Lovato, Ross Golan                                                                                       | Dreamlab                                             | 2:50       |
| 9.               | "Mistake"                                                 | James, Haywood, Shelly Peiken                                                                                            | Dreamlab                                             | 3:33       |
| 10.              | "Give Your Heart a Break"                                 | Josh Alexander, Billy Steinberg                                                                                          | Josh Alexander, Bill Steinberg                       | 3:25       |
| 11.              | "Skyscraper"                                              | Toby Gad, Lindy Robbins, Kerli Kõiv                                                                                      | Toby Gad                                             | 3:42       |
| 12.              | "In Real Life"                                            | Bleu, Lindsey Ray | Bleu                                                 | 2:57       |
| 13.              | "My Love Is Like a Star"                                  | Gad, James Morrison. Lovato                                                                                              | Toby Gad                                             | 3:50       |
| 14.              | "For the Love of a Daughter"                              | William Beckett, Lovato                                                                                                  | Toby Gad                                             | 4:00       |
| 15.              | "Skyscraper" (Wizz Dumb Remix)                            | Gad, Robbins, Kõiv | Toby Gad/ Wizz Dumb                                  | 3:42       |
| Tổng thời lượng: | Tổng thời lượng:                                          | Tổng thời lượng: | Tổng thời lượng:                                     | 52:36      |

| Latin America bonus track | Latin America bonus track                               | Latin America bonus track | Latin America bonus track | Latin America bonus track |
| STT                       | Nhan đề                                                 | Sáng tác                  | Producer(s)               | Thời lượng                |
| ------------------------- | ------------------------------------------------------- | ------------------------- | ------------------------- | ------------------------- |
| 16.                       | "Rascacielo (Skyscraper - Phiên bản tiếng Tây Ban Nha)" | Gad, Robbins, Kõiv        | Edgar Cortázar            | 3:43                      |
| Tổng thời lượng:          | Tổng thời lượng:                                        | Tổng thời lượng:          | Tổng thời lượng:          | 56:17                     |

(*) là nhà đồng sản xuất

(^) là nhà sản xuất thêm

## Xếp hạng
| Bảng xếp hạng (2011)             | Xếp hạng cao nhất |
| -------------------------------- | ----------------- |
| Australian Albums Chart          | 20                |
| Brazilian Albums Chart           | 8                 |
| Canadian Albums Chart            | 4                 |
| Dutch Albums Chart               | 63                |
| Mexican Albums Chart             | 9                 |
| New Zealand Albums Chart         | 3                 |
| U.S. Billboard 200               | 4                 |
| U.S. Billboard Hot Digital Chart | 1                 |
| U.S. iTunes Top 100 Albums       | 1                 |